# Кырлежев, Александр Иванович
Алекса́ндр Ива́нович Кырлежев (род. 12 августа 1954, Москва) — российский историк церкви, публицист, преподаватель.

## Биография
В 1979 году окончил библиотечный факультет Московского государственного института культуры. Служил в армии. В 1985 году окончил Московскую духовную семинарию.
В 1985—1990 годах работал в редакции «Журнала Московской Патриархии», в котором опубликовал более 20 своих статей.
В 1990—1996 годах соучредитель и заместитель директора «Центра по изучению религий», занимавшегося организацией религиозных образовательных программ, а также переводом, изданием и распространением современной богословской литературы: книги митрополита Сурожского Антония (Блума), Христоса Яннараса, А. В. Карташёва, Георгия Флоровского, Николая Афанасьева, Павла Евдокимова, Оливье Клемана, Поля Пупара, Этьена Жильсона и др.).
Позднее занимался изданием богословской литературы, выступал как публицист в периодических изданиях. В 1996—1997 годы — ответственный секретарь «Церковно-общественного вестника», выходившего в качестве приложения к газете «Русская мысль». В 1996—2002 годы — автор и ведущий еженедельных передач на радио «София». В 2002—2003 годы — главный редактор Интернет-портала «Религия и СМИ». Автор ряда статей, посвящённых богословию, в «Новой философской энциклопедии» (М.: Мысль, 2000) и «Большой Российской энциклопедии». Автор книги «Власть Церкви» (М.: Медиасоюз, 2003).
Член редакции научного журнала «Государство, религия, Церковь в России и за рубежом» редакционной коллегии журнала «Континент» и научно-богословского альманаха «Богословские труды». Старший преподаватель кафедры религиоведения Российской академии государственной службы при Президенте РФ. Научный консультант Синодальной богословской комиссии Русской Православной Церкви.
23 октября 2014 года включён в состав членов комиссии по богословию и богословскому образованию Межсоборного присутствия Русской Православной Церкви.
Член редакционной коллегии журнала «Вопросы теологии».

## Публикации
статьи
- Польский православный календарь на 1986 год // Журнал Московской Патриархии. 1986. — № 8. — С. 80.
- Блаженнейший Патриарх Румынский Иустин [некролог] // Журнал Московской Патриархии. 1986. — № 11. — С. 51-53.
- 30-летие подворья Александрийской Православной Церкви в Одессе // Журнал Московской Патриархии. 1986. — № 12. — С. 57-58. (в соавторстве с протоиереем Виктором Петлюченко)
- Динеков П. Ученики Кирилла и Мефодия в Болгарии. Доклад на II Международном конгрессе по болгаристике. София, май 1986. — София Пресс, 1986, 24 с. (рецензия) // Журнал Московской Патриархии. 1987. — № 9. — С. 80.
- Православный центр Константинопольского Патриархата в Шамбези // Журнал Московской Патриархии. 1987. — № 12. — С. 54-56.
- Профессор Николаос Нисиотис [некролог] // Журнал Московской Патриархии. 1987. — № 3. — С. 57-58.
- 1000 лет в семье Православных Церквей // Журнал Московской Патриархии. 1988. — № 6. — С. 53-57.
- Интронизация нового Предстоятеля Финляндской Православной Церкви [Архиепископа Карельского и всей Финляндии Иоанна] // Журнал Московской Патриархии. 1988. — № 7. — С. 54-56.
- «Богом благословенное Тысячелетие» // Журнал Московской Патриархии. 1988. — № 11. — С. 55-56.
- Празднование 1000-летия Крещения Руси в Константинопольском Патриархате // Журнал Московской Патриархии. 1988. — № 12. — С. 53-54.
- С визитами мира и любви // Журнал Московской Патриархии. 1988. — № 5. — С. 51-52.
- 900-летие обители святого Иоанна Богослова на острове Патмос // Журнал Московской Патриархии. 1989. — № 8. — С. 53-54.
- Архимандрит Софроний (Сахаров). Видеть Бога, как Он есть. Ставропигиальный монастырь святого Иоанна Крестителя. Эссекс, 1985, 253 с. // Журнал Московской Патриархии. 1989. — № 5. — С. 80.
- Семинар в Шамбези, посвященный 1000-летию Крещения Руси // Журнал Московской Патриархии. 1989. — № 6. — С. 46-48.
- Прославление старца Силуана в лике преподобных святогорцев // Журнал Московской Патриархии. 1989. — № 7. — С. 50-54.
- Правда и мир облобызаются… [Европейская экуменическая ассамблея «Мир и справедливость»] // Журнал Московской Патриархии. 1989. — № 9. — С. 53-59.
- Юбилейные торжества в Болгарской Православной Церкви [по случаю 250-летия со дня рождения святого Софрония, епископа Врачанского] // Журнал Московской Патриархии. 1989. — № 11. — С. 48-50.
- Памяти архимандрита Космы Григориата // Журнал Московской Патриархии. 1989. — № 12. — С. 50-51.
- Церковные торжества, посвященные установлению Патриаршества // Журнал Московской Патриархии. 1990. — № 2. — С. 68-71.
- Архиепископ Герман — Предстоятель Финляндской Православной Церкви (1924—1960) // Журнал Московской Патриархии. 1990. — № 4. — С. 55-58.
- Иерусалимский Патриархат // Журнал Московской Патриархии. 1990. — № 5. — С. 58-59.
- Бог в эпоху «Смерти Бога» // Континент: литературный, публицистический и религиозный журнал. — 1992. — № 72 — С. 260—275.
- Современное Российское православие. Статья первая. Типология религиозного сознания // Континент: литературный, публицистический и религиозный журнал. 1993. — № 75. — С. 241—262 (в соавторстве с К. Троицким)
- Современное Российское православие. Статья вторая // Континент: литературный, публицистический и религиозный журнал. 1993. — № 76. — С.281-303 (в соавторстве с К. Троицким)
- Зачем евреи христианам? // Православная церковь и евреи: ХIX-XX вв.: сборник материалов к теологии межконфессионального диалога. — М. : Рудомино : Бог един, 1994. — 149 с. — С. 112—115
- Радикальный традиционализм о. Александра Шмемана // Континент: литературный, публицистический и религиозный журнал. — 1994. — № 79. — С. 218—233.
- Церковь или «православная идеология»? // Континент: литературный, публицистический и религиозный журнал. — 1994. — № 80. — С. 281—303.
- Митрополит Антоний Сурожский — «заезжий православный миссионер» в России // Континент: литературный, публицистический и религиозный журнал. 1994. — № 82 — С. 229—245.
- К «вопросу» о нравственном оздоровлении общества и привлечении для этого Бога // Континент: литературный, публицистический и религиозный журнал. 1995. — № 85 — С. 263—276.
- Поствизантийская Церковь в современном мире // Континент: литературный, публицистический и религиозный журнал. 1996. — № 87 — С. 264—285.
  - Поствизантийская Церковь в современном мире : Богословские заметки // Континент: литературный, публицистический и религиозный журнал: Избранное. — Т. 3: № 149, 2011, № 3: Июль-сентябрь : Религия. Гнозис. — 2011. — 911 с. — С. 547—561
- Понимает ли Бог по-русски? : Спор о языке богослужения // Информационный бюллетень МАИРСК. — М. : Институт славяноведения и балканистики РАН. — 1996. — № 28-29. — С. 41-45
  - Понимает ли Бог по-русски? : Спор о языке богослужения // Язык церкви. 1997. — Вып. 1. — С. 39-43
- Христианское содружество: Англия и Россия // Континент: литературный, публицистический и религиозный журнал. 1997. — № 92 — С. 270—272
- Современное российское общество как миссионерская территория // Миссия церкви и современное православное миссионерство: международная богословская конференция к 600-летию свт. Стефана Пермского / Московская высшая православно-христианская школа (9-11 октября 1996 г. ; М.). — М. : Свято-Филаретовская московская высшая православно-христианская школа, 1997. — 226 с. — С. 92-98
- О. Сергий Булгаков и РСХД за рубежом // Богослов, философ, мыслитель: юбилейные чтения, посвящ. 125-летию со дня рождения о. Сергия Булгакова (Москва, сентябрь 1996 г.). — М. : Дом-музей Марины Цветаевой, 1999. — 152 с. — С. 82-87
- Об открытости прихода // Приход в Православной церкви: материалы международной богословской конференции. Москва, октябрь 1994 г. — М. : Изд-во Свято-Филаретовской МВПХШ, 2000. — 251 с. — С. 213—222.
- Главная тема современности // Церковь: шаг в новый век. Итоги дискуссии / Интернет-журнал «Соборность». — М. : [б. и.], 2000. — 96 с. — С. 20-23
- Вопрос о границах Церкви в новейших документах Римско-Католической и Русской Православной Церквей // Новая Европа: Международное обозрение культуры и религии. 2001. — № 14. — С. 63-72.
- Албания святого и преподобного Сергия Содружество // Православная энциклопедия. — М., 2000. — Т. I : А — Алексий Студит. — С. 464. — 40 000 экз. — ISBN 5-89572-006-4.
- Русская религиозная философия: около церковных стен // Неприкосновенный запас. Дебаты о политике и культуре. 2002. — № 2 (22). — С. 98-117
- Ислам и Запад после 11 сентября // Континент: литературный, публицистический и религиозный журнал. 2002. — № 112. — С. 321—331
- Русская Церковь в ситуации перемен // Континент: литературный, публицистический и религиозный журнал. 2002. — № 112. — С. 340—345.
  - Русская Церковь в ситуации перемен : О церковно-историческом исследовании Сергея Фирсова // Континент: литературный, публицистический и религиозный журнал: Избранное. — Т. 3: № 149, 2011, № 3: Июль-сентябрь : Религия. Гнозис. — 2011. — 911 с. — С. 562—566.
- Мистик в миру // Континент: литературный, публицистический и религиозный журнал. 2003. — № 117. — С. 13-22
  - Мистик в миру // Континент: литературный, публицистический и религиозный журнал: Избранное. — Т. 3: № 149, 2011, № 3: Июль-сентябрь : Религия. Гнозис. — 2011. — 911 с. — С. 769—776.
- Проблемы церковного устройства современного православия // Континент: литературный, публицистический и религиозный журнал. 2003. — № 117. — С. 211—230
- Русская православная церковь перед проблемой модернизации // Преодолевая государственно-конфессиональные отношения: сборник статей. — Нижний Новгород : Издательство Волго-Вятской Академии государственной службы, 2003. — 310 с. — С. 135—156.
- Воссоединение Церквей породит новые проблемы // НГ-Религии, 03.12.2003
- Василий (Осборн) // Православная энциклопедия. — М., 2004. — Т. VII : Варшавская епархия — Веротерпимость. — С. 90-91. — 39 000 экз. — ISBN 5-89572-010-2.
- Постсекулярная эпоха // Континент: литературный, публицистический и религиозный журнал. 2004. — № 120 — С. 252—264.
- Религия в новой России: неангажированный взгляд // Континент: литературный, публицистический и религиозный журнал. 2004. — № 122. — C. 278—282
- Ад : [арх. 3 января 2023] // А — Анкетирование. — М. : Большая российская энциклопедия, 2005. — С. 203. — (Большая российская энциклопедия : [в 35 т.] / гл. ред. Ю. С. Осипов ; 2004—2017, т. 1). — ISBN 5-85270-329-X.
- Антоний : [арх. 3 октября 2022] // Анкилоз — Банка. — М. : Большая российская энциклопедия, 2005. — С. 71. — (Большая российская энциклопедия : [в 35 т.] / гл. ред. Ю. С. Осипов ; 2004—2017, т. 2). — ISBN 5-85270-330-3.
- Контекст мысли Христоса Яннараса // Яннарас Х. Избранное: Личность и Эрос. — М. : РОССПЭН, 2005. — 479 с. — С. 468—472.
- Заметки о свободе // Континент: литературный, публицистический и религиозный журнал. 2006. — № 130 — С. 368—380.
- Взаимоотношение концепции прав человека и религиозных ценностей // Церковь и время. 2006. — № 37. — С. 25-34.
  - Взаимоотношение концепции прав человека и религиозных ценностей // Континент: литературный, публицистический и религиозный журнал. 2007. — № 132 — С. 317—323.
- Религиозность в ситуации постмодерна // Классификация религий и типология религиозных организаций: сборник. — М. : Институт переподготовки и повышения квалификации преподавателей социальных и гуманитарных наук, Московский государственный университет им. М. В. Ломоносова, 2008. — 214 с — С. 149—156.
- Наследие прот. Алесандра Шмемана в российском контексте // Вестник русского христианского движения. 2009. — № 195 (I). — С. 54-62.
- предисловие // протопр. А. Шмеман Собрание статей: 1947—1983. — М. : Русский путь, 2009. — 895 с. — ISBN 978-5-85887-300-6
- Памяти Оливье Клемана // Континент: литературный, публицистический и религиозный журнал. 2009. — № 139. — С. 268—272.
  - Памяти Оливье Клемана // Континент: литературный, публицистический и религиозный журнал: Избранное. — Т. 3: № 149, 2011, № 3: Июль-сентябрь : Религия. Гнозис. — 2011. — 911 с. — С. 791—795.
- Что такое богословие? // Континент: литературный, публицистический и религиозный журнал. 2009. — № 140. — С. 388—402
- Эсхатологическое измерение христианства // Континент: литературный, публицистический и религиозный журнал. 2010. — № 2 (144). — С. 323—329
- Современное Российское православие // Континент: литературный, публицистический и религиозный журнал: Избранное. — Т. 3: № 149, 2011, № 3: Июль-сентябрь : Религия. Гнозис. — 2011. — 911 с. — С. 506—536 (в соавторстве с К. Троицким)
- Секуляризм и постсекуляризм в россии и в мире // Отечественные записки. 2013. — № 1 (52). — С. 175—192.
- Можно ли говорить о «репутации церкви»? // Континент: литературный, публицистический и религиозный журнал. 2014. — № 1.
- Мистическая политика как contradictio in adjecto. На полях книги Аристотеля Папаниколау // Государство, религия, церковь в России и за рубежом. 2014. — № 3 (32) — С. 247—263.
- Пасхальный свет на улице Дарю: Дневники Петра Евграфовича Ковалевского 1937—1948 годов // Вестник русского христианского движения. 2016. — № 206. — С. 301—304.
- Экклезиологический аспект сергианства // Патриарх Сергий (Страгородский): pro et contra: антология. — СПб. : Русская христианская гуманитарная академия, 2017. — 669 с. — С. 404—411.
- Флоровский : [арх. 20 декабря 2022] // Уланд — Хватцев. — М. : Большая российская энциклопедия, 2017. — С. 440—441. — (Большая российская энциклопедия : [в 35 т.] / гл. ред. Ю. С. Осипов ; 2004—2017, т. 33). — ISBN 978-5-85270-370-5.
- Фундаментализм : [арх. 5 октября 2022] // Уланд — Хватцев. — М. : Большая российская энциклопедия, 2017. — С. 653. — (Большая российская энциклопедия : [в 35 т.] / гл. ред. Ю. С. Осипов ; 2004—2017, т. 33). — ISBN 978-5-85270-370-5.
- Хилиазм : [арх. 3 января 2023] // Хвойка — Шервинский. — М. : Большая российская энциклопедия, 2017. — С. 47. — (Большая российская энциклопедия : [в 35 т.] / гл. ред. Ю. С. Осипов ; 2004—2017, т. 34). — ISBN 978-5-85270-372-9.
- Шмеман : [арх. 3 января 2023] // Шервуд — Яя. — М. : Большая российская энциклопедия, 2017. — С. 64. — (Большая российская энциклопедия : [в 35 т.] / гл. ред. Ю. С. Осипов ; 2004—2017, т. 35). — ISBN 978-5-85270-373-6.
- Яннарас : [арх. 2 октября 2022] // Шервуд — Яя. — М. : Большая российская энциклопедия, 2017. — С. 714. — (Большая российская энциклопедия : [в 35 т.] / гл. ред. Ю. С. Осипов ; 2004—2017, т. 35). — ISBN 978-5-85270-373-6.
- Первенство в Церкви: богословие и церковная практика // Вопросы теологии. — 2019. — Т. 1, № 3. — С. 405—426. (в соавторстве с А. В. Шишковым)
- Библеистика как современная научная дисциплина и ее связь с теологией // Вопросы теологии. 2020. — Т. 2. — № 3. — С. 502—527

книги
- Власть Церкви : Публицист. ст.: 1994—2000. — М. : МЕДИАСОЮЗ. Гильдия религиоз. журналистики, 2003 (Тип. Пробел-2000). — 189 с. — ISBN 5-901-683-65-X

переводы
- Уивер Р. Х. Божественная благодать и человеческое действие: Исследование полупелагианских споров. — М. : Центр библейско-патрологических исследований : Империум пресс, 2006. — 336 с.
- Ярослав Пеликан Христианская традиция : история развития вероучения; [пер. с англ. под ред. А. Кырлежева]. — Т. 1: Возникновение кафолической традиции (100—600). — 2007. — 374 с. — ISBN 5-94270-047-8
- Ярослав Пеликан Христианская традиция : история развития вероучения; [пер. с англ. под ред. А. Кырлежева]. — т. 2: Дух восточного христианства (600—1700). — 2009. — 315 с. — ISBN 978-5-88060-180-6
- Стивен Льюкс Власть: радикальный взгляд; пер. с англ. А. Кырлежева. — Москва : Изд. дом Гос. ун-та — Высшей шк. экономики, 2010. — 238 с. — (Политическая теория : серия / Высш. шк. экономики). — ISBN 978-5-7598-0738-4
- К. Б. Макферсон Жизнь и времена либеральной демократии = The life and times of liberal democracy; пер. с англ. Александра Кырлежева. — Москва : Издательский дом Гос. ун-та — Высш. шк. экономики, 2011. — 174 с.; 21 см. — (Серия Политическая теория). — ISBN 978-5-7598-0780-3
- Брэдшоу Д. Аристотель на Востоке и на Западе: Метафизика и разделение христианского мира; пер.: А. И. Кырлежев, А. Р. Фокин. — М. : Языки славянских культур, 2012. — 384 с. ; 22 см. — (Философская теология : современность и ретроспектива). — ISBN 978-5-9551-0526-0
- Карпович М. М. Лекции по интеллектуальной истории России (XVIII — начало XX века) / [пер. с англ. — А. И. Кырлежев, Е. Ю. Мохова]. — Москва : Русский путь, 2012. — 350 с. — (Дом русского зарубежья имени Александра Солженицына). — ISBN 978-5-85887-408-9

редакция, составление
- Протопресвитер Николай Афанасьев. Вступление в Церковь. — М.: Паломник, Центр по изучению религий, 1993. — 203 с.
- Карташёв А. В. Церковь. История. Россия: статьи и выступления / А. В. Карташёв; ред., сост. А. Кырлежев. — М. : Пробел, 1996. — 302 с.
- Сокровище в сосудах глиняных: руководство по экуменической герменевтике / ред., авт. предисл. А. И. Кырлежев; пер. Л. Б. Сумм. — М. : Библейско-богословский институт св. апостола Андрея, 2000. — 52 с.
- Флоровский Г. В. Избранные богословские статьи; [ред.-сост. А. Кырлежев и др.]. — Москва : Пробел, 2000. — 317 с. — 500 экз. — ISBN 5-89346-010-3
- Православное богословие и Запад в XX веке. История встречи: материалы международной конференции Синодальной Богословской комиссии Русской Православной Церкви и итальянского Фонда «Христианская Россия» (Италия, 2004) / [науч. ред.: Александр Кырлежев]. — Москва : Христианская Церковь, cop. 2006. — 227 с. — ISBN 5-94270-042-7 — 1000 экз.
- Лев Николаевич Митрохин / под ред. А. И. Кырлежева ; Ин-т философии РАН, Некоммерческий научный фонд «Ин-т развития им. Г. П. Щедровицкого» философии РАН и др. ; под ред. А. И. Кырлежева. — Москва : РОССПЭН, 2010. — 367 с.